# أبو طيلون هندي
أبو طيلون الهندي (باللاتينية: Abutilon indicum) نوع نباتي ينتمي إلى جنس أبو طيلون من الفصيلة الخبازية.

## الموئل والانتشار
موطنه بلاد الشام والمناطق الاستوائية في جنوب آسيا وجنوب شرقها.